# Sarkadkeresztúr
Sarkadkeresztúr è un comune dell'Ungheria di 1 877 abitanti (dati 2001) . È situato nella contea di Békés.